# 만경중학교
만경중학교(萬頃中學校)는 대한민국 전북특별자치도 김제시 만경읍 만경리에 있는 사립 중학교이다.

## 학교 연혁
- 1949년 9월 29일 : 만경학원 개강
- 1950년 5월 22일 : 재단법인 만경학원 설립인가
- 1950년 5월 29일 : 만경중학교 설립 인가
- 1983년 3월 2일 : 만경중.고등학교 분리
- 2022년 5월 24일 : 제9대 박달심 이사장 취임
- 2022년 9월 1일 : 제14대 신성옥 교장 취임
- 2024년 1월 4일 : 제74회 졸업 (총 10,456명)

## 참고 자료
- 만경중학교 - 한국교육학술정보원 학교알리미